# Liste von Orgeln in Schleswig-Holstein
Die Liste von Orgeln in Schleswig-Holstein umfasst sukzessive die erhaltenen historischen Orgeln sowie überregional bedeutende Orgelneubauten in Schleswig-Holstein. Sie ist eine Ergänzung zum Hauptartikel Orgellandschaft Schleswig-Holstein.
In der vierten Spalte sind die hauptsächlichen Erbauer angeführt; eine Kooperation mehrerer Orgelbauer wird durch Schrägstrich angezeigt, spätere Umbauten durch Komma. Kursivschreibung gibt an, dass nur das historische Gehäuse erhalten ist. In der sechsten Spalte bezeichnet die römische Zahl die Anzahl der Manuale, ein großes „P“ ein selbstständiges Pedal, ein kleines „p“ ein nur angehängtes Pedal. Die arabische Zahl gibt die Anzahl der klingenden Register bei den heute bestehenden Orgeln an (Stand 2016). Die letzte Spalte bietet Angaben zum Erhaltungszustand sowie Links mit weiterführender Information.
Eine vollständige Übersicht der Lübecker Orgeln findet sich unter Liste der Orgeln in Lübeck.

## Orgelliste
| Ort                     | Gebäude                          | Bild | Orgelbauer | Jahr                                                                             | Manuale | Register | Bemerkungen |
| ----------------------- | -------------------------------- | ---- | --- | -------------------------------------------------------------------------------- | ------- | -------- | --- |
| Ahrensbök               | Marienkirche                     |      | Marcussen & Søn | 1867                                                                             | II/P    | 25       | |
| Ahrensburg              | Schlosskirche                    |      | Friedrich Stellwagen, Marcussen & Søn | 1639–1640, 1969                                                                  | II/P    | 21       | Gehäuse und 6 Register teilweise von Stellwagen erhalten |
| Altenkrempe             | Basilika Altenkrempe             |      | Wilhelm Sauer | 1901                                                                             | II/P    | 26       | |
| Arnis                   | Schifferkirche                   |      | N. P. Hansen, Furtwängler & Hammer | 1842, 1937                                                                       | II/P    | 11       | |
| Bad Oldesloe            | Peter-Paul-Kirche                |      | Orgelbau Mühleisen | 2006                                                                             | III/P   | 41       | |
| Neuenkirchen            | St. Nicolai                      |      | Johann Daniel Busch | 1785                                                                             | II/p    | 10       | fast vollständig erhalten; 1999 Restaurierung durch Orgelmakerij Reil |
| Bannesdorf auf Fehmarn  | St.-Johannis-Kirche              |      | Marcussen & Søn | 1880                                                                             | I/P     | 11       | |
| Bargteheide             | Ev.-luth. Kirche                 |      | Dieter Bensmann | 1997                                                                             | II/P    | 18       | Neubau hinter Prospekt von Matthias Dropa (1690) |
| Barmstedt               | Heiligen-Geist-Kirche            |      | Johann Hinrich Klapmeyer | 1719–1720                                                                        | III/P   | 31       | 1990 von Alfred Führer restauriert |
| Berkenthin              | Maria-Magdalenen-Kirche          |      | Klaus Becker | 1974                                                                             | II/P    | 13       | 2010 saniert |
| Bosau                   | Petrikirche                      |      | Klaus Becker | 1972                                                                             | II/P    | 16       | mit Spanischen Trompeten |
| Bredstedt               | St. Nicolai                      |      | Johann Hinrich Färber | 1876                                                                             | II/P    | 25       | |
| Breitenberg (Holstein)  | Dorfkirche                       |      | Wilhelm Sauer | 1900                                                                             | II/P    | 14       | pneumatische Kegellade, hinter Prospekt von Johann Hinrich Mittelheuser (1767); vollständig erhalten |
| Burg auf Fehmarn        | St. Nikolai                      |      | Detlef Kleuker | 1975                                                                             | II/P    | 31       | Neubau hinter historischem Prospekt von Berendt Hus (1661–1665/1674–1675), ursprünglich in der Stadtkirche Glückstadt; Spieltisch fahrbar |
| Damp                    | Gut Damp                         |      | Hinrich Wiese | 1699                                                                             | II/P    | 20       | |
| Eckernförde             | Borbyer Kirche                   |      | Karl Schuke | 1978                                                                             | II/P    | 20       | |
| Eckernförde             | St. Nicolai                      |      | Johann Georg Heßler | 1762                                                                             | III/P   | 37       | 1930 und 1964 Umbauten durch Emanuel Kemper |
| Eddelak                 | St. Marien                       |      | Johann Daniel Busch | 1763                                                                             | II/P    | 16       | neugebautes Positiv, das 1842 von Johann Conrad Rudolph Wohlien um Hauptwerk und Pedal (II/P16) erweitert wurde; das ursprüngliche Positiv wurde als Oberwerk integriert und ist samt Pfeifenwerk erhalten. |
| Elmshorn                | Ansgarkirche                     |      | Rudolf von Beckerath Orgelbau | 1963                                                                             | II/P    | 25       | Die Orgel wurde am 4. August 1963 eingeweiht. |
| Elmshorn                | Lutherkirche                     |      | Alfred Führer | 1970                                                                             | II/P    | 21       | |
| Elmshorn                | Nikolaikirche                    |      | Firma Weigle | 1971                                                                             | III/P   | 33       | Prospekt von Joachim Richborn/Arp Schnitger (1684). In den nächsten Jahren soll durch eine Rekonstruktion das ursprünglich Schnitgersche Instrument hergestellt und geringfügig erweitert werden. |
| Elmshorn                | Thomaskirche                     |      | Rudolf von Beckerath Orgelbau | 1966                                                                             | II/P    | 31       | Die Orgel wurde 2011 generalüberholt und als „große Schwester“ der Orgel in der Stiftskirche gesehen. |
| Elmshorn                | Stiftskirche                     |      | Rudolf von Beckerath Orgelbau | 1963                                                                             | I/P     | 12       | |
| Emmelsbüll              | Rimbertikirche                   |      | Marcussen & Søn | 1874                                                                             | I/P     | 10       | funktionstüchtige Kastenbalganlage |
| Esgrus                  | St. Marien                       |      | Marcussen & Søn | 1911–1912                                                                        | II/P    | 13       | |
| Eutin                   | St.-Michaelis-Kirche             |      | Metzler Orgelbau | 1987                                                                             | III/P   | 35       | |
| Eutin                   | Schlosskapelle                   |      | Johann Friedrich Schulze | 1862                                                                             | I/P     | 10       | hinter Gehäuse von Arp Schnitger (1693) |
| Flensburg               | Johanniskirche                   |      | Emanuel Kemper | 1966                                                                             | III/P   |          | Neubau hinter Hauptwerkprospekt von 1723, neues Rückpositiv |
| Flensburg               | Marienkirche                     |      | Marcussen & Søn | 1983                                                                             | III/P   | 41       | hinter Prospekt von Lambert Daniel Kastens (1731–1732) |
| Flensburg               | Nikolaikirche                    |      | Gerald Woehl | 2009                                                                             | IV/P    | 78       | 2009 Rekonstruktion der Orgel von Arp Schnitger (III/P/42) hinter historischem Prospekt von 1609; dahinter symphonische Orgel (IV/P/63) → Orgel der Nikolaikirche (Flensburg) |
| Flintbek                | Flintbeker Kirche                |      | Marcussen & Søn, Tolle und Neuthor | 1845, 1972                                                                       |         |          | 1972 Umbau unter Einbeziehung der alten Pfeifen |
| Friedrichstadt          | Remonstrantenkirche              |      | Johann Hinrich Färber | 1868–1869                                                                        | II/P    | 15       | → Orgel |
| Garding                 | St.-Christians-Kirche            |      | Karl Schuke | 1974                                                                             | II/P    | 18       | hinter gotischem Hauptwerkprospekt von 1512 |
| Gelting                 | St. Katharinen                   |      | Marcussen & Søn, Klaus Becker | 1904, 1976                                                                       | II/P    | 19       | hinter historischem Prospekt von J. H. Angel (1708/1794) |
| Gettorf                 | St. Jürgen                       |      | Marcussen & Søn | 1866                                                                             | II/P    | 24       | |
| Glücksburg (Ostsee)     | Schloss Glücksburg               |      | Marcussen & Reuter | 1847                                                                             | I/p     | 11       | 1987–1988 Restaurierung durch Marcussen & Søn |
| Grömitz                 | St. Nicolai                      |      | Christensen | 4                                                                                | III/P   | 27       | hinter Prospekt von Christoph Julius Bünting (1766) |
| Großenaspe              | Katharinenkirche                 |      | Marcussen & Søn | 1881                                                                             | II/P    | 14       | |
| Grube (Holstein)        | St. Jürgen                       |      | Marcussen & Søn | 1859                                                                             | II/P    | 16       | 2007 Restaurierung durch Orgelbau Neuthor |
| Grundhof                | Marienkirche (Grundhof)          |      | Johann Daniel Busch | 1760–1762                                                                        | II/P    | 21       | mehrere Umbauten: 1838 durch Marcussen (Apenrade), 1894 durch Emil Hansen (Flensburg), 1956 durch Eberhard Tolle (Preetz) sowie 1969 und 1971 durch Hinrich Otto Paschen |
| Haseldorf               | St. Gabriel                      |      | Hinrich Otto Paschen | 1986                                                                             | II/P    | 16       | Prospekt um 1700 |
| Heiligenstedten         | St. Marien                       |      | Marcussen & Søn, Rudolf von Beckerath | 1855, 1955                                                                       | II/P    | 18       | 1955 Erweiterung |
| Hemme                   | St. Marien                       |      | Marcussen & Søn | 1873                                                                             | II/P    | 18       | |
| Hollingstedt (Treene)   | St. Nicolai                      |      | Marcussen & Søn | 1874                                                                             | II/P    | 17       | |
| Hörnum                  | St. Thomas                       |      | Gebrüder Hillebrand | 1993                                                                             | II/P    | 20       | |
| Husum                   | Marienkirche                     |      | Detlef Kleuker, Lothar E. Banzhaf | 1963, 1996                                                                       | III/P   | 37       | 1996 renoviert und um ein Echowerk ohne eigene Klaviatur erweitert |
| Itzehoe                 | St. Laurentii                    |      | Franz Grollmann | 1976                                                                             | IV/P    | 58       | Neubau hinter Prospekt von Arp Schnitger (1715–1719) → Orgel der Stadtkirche St. Laurentii (Itzehoe) |
| Kahleby                 | St. Marien                       |      | Johann Daniel Busch, Paschen | 1784, 1989                                                                       | II/P    | 15       | 1989 Rekonstruktion der 1966 ersetzten Register |
| Kappeln                 | St. Nikolai                      |      | Reinalt Johannes Klein | 2011–2014                                                                        | II/P    | 40       | hinter Prospekt von 1793 und unter Einbeziehung von 4 Registern des 18. Jahrhunderts; nicht verwendet wurden 8 Register von Jacob Scherer und seinem Schwiegersohn Dirk Hoyer |
| Keitum (Sylt)           | St. Severin                      |      | Orgelbau Mühleisen | 1999                                                                             | III/P   | 46       | |
| Kellinghusen            | St. Cyriacus                     |      | Wilhelm Sauer | 1931                                                                             | III/P   | 35       | 1960 durch Emanuel Kemper elektrifiziert |
| Kiel                    | St.-Ansgar-Kirche                |      | Eberhard Tolle, Rudolf Neuthor | 1964/1965, 1979                                                                  | III/P   | 38       | Beinhaltet Reste alter Kieler Orgeln, so z. B. Marcussen-Pfeifen aus der alten Orgel der Pauluskirche in Kiel. 1979 wurde sie technisch überarbeitet und nach historischem Klangbild neu intoniert von Rudolf Neuthor aus Kiel, |
| Kiel-Friedrichsort      | Bethlehem-Kirche                 |      | Walcker | 1916                                                                             | II/P    | 7        | 2016 gebraucht erworben und aus einer Friedhofskapelle bei Stavanger umgesetzt |
| Kiel                    | St. Heinrich                     |      | Bruno Bludau, Eberhard Tolle, Paschen | 1968–1973                                                                        | III/P   | 44       | Der Organist Bruno Bludau trug Orgelregister aus sog.Abbruch-Orgeln aus verschiedenen Regionen Deutschlands und verschiedener Hersteller (Marcussen & Søn, Laukhuff, Walker, Sauer, Furthwängler u. Hammer, Führer u. a.) zusammen und verband sie mit Registern und technischem Material der alten St. Heinrich Orgel. Komplettiert durch Neuteile und Register der Fa. Tolle (u. a. Rückpositiv). Die nun 3-manualige Orgel mit elektro-pneumatischer Traktur war die zu der Zeit größte Kirchenorgel in Kiel mit 48 Registern, 2014 Neugestaltung durch Paschen |
| Kiel                    | St. Lukas                        |      | Paschen | 1982                                                                             | II/P    | 21       | [ 8 ] |
| Kiel                    | Lutherkirche                     |      | Detlef Kleuker | 1959                                                                             | III/P   | 28       | |
| Kiel                    | Martinskirche                    |      | Alfred Führer | 1968                                                                             | II/P    | 14       | [ 9 ] |
| Kiel                    | Nikolaikirche, Hauptorgel        |      | Detlef Kleuker | 1965                                                                             | III/P   | 45       | mit Spanischen Trompeten |
| Kiel                    | St. Nikolai, Chororgel           |      | Charles Mutin | 1920                                                                             | II/P    | 18       | 2003 erworben |
| Kiel                    | St. Nikolaus                     |      | Alfred Führer, Paschen | 1971                                                                             | III/P   | 34       | 2015 Erweiterung und Überarbeitung einer Führer-Orgel |
| Kiel                    | Osterkirche                      |      | Alfred Führer | 1966                                                                             | II/P    | 22       | für die 1966 fertiggestellte Osterkirche |
| Kiel                    | Pauluskirche                     |      | Rudolf Neuthor | 1985–1990                                                                        | III/P   | 41       | in zwei Bauabschnitten |
| Kiel                    | Universitätskirche               |      | Alfred Führer | 1969                                                                             | II/P    | 28       | |
| Kirchbarkau             | St. Katharinen                   |      | Marcussen & Søn | 1852                                                                             | II/P    | 18       | |
| Koldenbüttel            | St.-Leonhards-Kirche             |      | Detlef Kleuker | 1974                                                                             | II/P    | 15       | Neubau hinter historischem Prospekt von Johann Matthias Schreiber (1758) |
| Kotzenbüll              | St. Nikolai                      |      | Johann Hinrich Klapmeyer, Johann Hinrich Färber | 16./17. Jhd., 1738–1739, 1859                                                    | II/P    | 16       | Grundbestand 16./17. Jhd., 1859 Neuaufbau |
| Krummesse               | Johanniskirche                   |      | Matthias Joachim Vogel | um 1767                                                                          | II/P    | 21       | Austausch einiger Register durch Marcussen und Kemper, zur Hälfte erhalten |
| Landkirchen auf Fehmarn | Petrikirche                      |      | Marcussen & Søn, Emanuel Kemper | 1854, 1973                                                                       | II/P    | 19       | 1973 tiefgreifender Umbau |
| Langenhorn              | St. Laurentius                   |      | Hinrich Otto Paschen | 1985                                                                             | II/P    | 30       | Rekonstruktion hinter Prospekt von Johann Daniel Busch (1758–1761) |
| List auf Sylt           | St. Jürgen                       |      | Dieter Bensmann | 2001–2002                                                                        | II/P    | 15       | |
| Lunden                  | St. Laurentius                   |      | Johann Christian Kühn, Hinrich Otto Paschen | 1847, 1997                                                                       | II/P    | 26       | 1997 verlorene Register rekonstruiert |
| Lütjenburg              | Michaeliskirche                  |      | Klaus Becker | 1968                                                                             | III/P   | 29       | |
| Marne                   | Maria-Magdalenen-Kirche          |      | Marcussen & Søn, Eberhard Tolle, Rudolf Neuthor | 1906, 1969, 1978                                                                 | II/P    | 26       | 1969 Neubau unter Einbeziehung von 11 Registern hinter Prospekt von Hans Bockelmann und seinem Sohn Christian (1603); 1978 Erweiterung und Restaurierung |
| Meldorf                 | St. Johannis                     |      | Marcussen & Søn | 1977, 2010                                                                       | III/P   | 43       | |
| Mölln                   | St. Nicolai                      |      | unbekannt, Jacob Scherer, Hans Köster, Friedrich Stellwagen, Reinerus Casparini, Christoph Julius Bünting, Marcussen & Søn, Eberhard Tolle, Rudolf Neuthor | um 1500, 1555–1558, 1568, 1637–1641, 1721, 1766, 1854, 1954–1972, 1974–1975/1995 | III/P   | 40       | 1766 Neubau durch Bünting unter Einbeziehung älteren Pfeifenmaterials, 1854 Umbau, ab 1954 verschiedene Restaurierungen |
| Munkbrarup              | Laurentiuskirche                 |      | Marcussen & Søn | 1892                                                                             | II/P    | 24       | hinter Prospekt von Johann Dietrich Busch (1740); 1937 aus Tellingstedt umgesetzt |
| Münsterdorf             | St.-Anschar-Kirche               |      | Nagel | 1875                                                                             | II/P    | 12       | |
| Nebel                   | St.-Clemens-Kirche               |      | Klaus Becker | 1981                                                                             | II/P    | 18       | |
| Neuendorf b. Elmshorn   | Trinitatiskirche                 |      | Johann Matthias Schreiber | 1757                                                                             | II/P    | 21       | weitgehend erhalten |
| Neuenkirchen            | St. Nikolai                      |      | Johann Daniel Busch | 1785                                                                             | II/p    | 10       | fast vollständig erhalten; 1999 Restaurierung durch Orgelmakerij Reil |
| Neugalmsbüll            | St. Gallus                       |      | Marcussen & Søn | 1891                                                                             | I/P     | 10       | |
| Neukirchen bei Malente  | St. Johannis (Neukirchen)        |      | Hinrich Wiese, Johannes Rohlf | 1726, 1993                                                                       | I/P     | 15       | 1993 Restaurierung |
| Neustadt in Holstein    | Stadtkirche Neustadt in Holstein |      | Rowan West | 2010                                                                             | III/P   | 33       | Neubau im Stil einer Renaissance-Orgel hinter Prospekt des 17. Jahrhunderts; Pfeifen und Kehlen wurden alten Vorbildern norddeutscher Orgeln nachgebaut, das Pfeifenwerk im historischen Verfahren hergestellt (Sandguss, auf Stärke gehämmert), Brustwerk mit Schwerthebeln bedienbar |
| Nübel                   | Marienkirche                     |      | Marcussen & Søn | 1873                                                                             | I/P     | 9        | |
| Nusse                   | Dorfkirche                       |      | Theodor Vogt, Klaus Becker | 1839, 1957/1964                                                                  | II/P    | 21       | 1957/1964 Erweiterungsumbauten |
| Oeversee                | St. Georg                        |      | Marcussen & Reuter, Marcussen & Søn | 1846, 1966                                                                       | I/P     | 11       | 1966 Erweiterung |
| Oldenswort              | St. Pankratius                   |      | Johann Hinrich Färber, Klaus Becker | 1862, 1971                                                                       | II/P    | 24       | Gehäuse des Rückpositivs von 1592 |
| Ostenfeld (Husum)       | Dorfkirche, Hauptorgel           |      | Wilhelm Sauer | 1905                                                                             | II/P    | 20       | |
| Ostenfeld               | Dorfkirche, Chororgel            |      | Boye Lorentzen, Lothar E. Banzhaf | 1775–1776, 1995                                                                  | I/p     | 10       | Gehäuse mit Pfeifen und teile der Mechanik erhalten; 1995 Pfeifeninnenwerk rekonstruiert |
| Pellworm                | Alte Kirche                      |      | Arp Schnitger | 1710–1711                                                                        | II/P    | 24       | Gehäuse und elf Register (ganz oder teilweise) erhalten; 1987–1989 restauriert durch Gebr. Hillebrand → Orgel der Alten Kirche (Pellworm) |
| Pellworm                | Neue Kirche                      |      | Johann Hinrich Färber | 1870                                                                             | II/P    | 10       | |
| Plön                    | Johanniskirche                   |      | Marcussen & Reuter, Marcussen & Søn | 1845, 1992                                                                       | I/p     | 7        | |
| Preetz                  | Kloster Preetz Klosterkirche     |      | Hans Köster, Ahasverus Schütze, Johann Daniel Busch, Marcussen & Søn                                                                                       | 1573, 1686, 1767, 1838                                                           | II/P    | 24       | mehrfach umgebaut und erweitert |
| Preetz                  | Stadtkirche                      |      | Johannes Rohlf | 2000                                                                             | II/P    | 26       | Restaurierung/Rekonstruktion der Plambeck-Orgel (1733) |
| Probsteierhagen         | St. Katharinen                   |      | unbekannt, Johann Andreas Mittelhäuser, Marcussen & Søn | 1670, 1788, 1831                                                                 | II/P    | 21       | 1831 Umdisponierung |
| Rabenkirchen-Faulück    | St.-Marien-Kirche                |      | Matthias Hansen?, Heiko Lorenz (Alfred Führer) | 1697, 1999                                                                       | I/P     | 14       | 1791 Umsetzung von der Westempore; 1999 Restaurierung/Rekonstruktion |
| Ratzeburg               | St. Georg auf dem Berge          |      | Klaus Becker | 1973                                                                             | II/P    | 25       | |
| Ratzeburg               | St.-Petri-Kirche                 |      | Karl Schuke | 1980                                                                             | II/P    | 31       | hinter historischem Prospekt |
| Ratzeburg               | Ratzeburger Dom, Hauptorgel      |      | Rieger | 1978                                                                             | IV/P    | 60       | |
| Ratzeburg               | Ratzeburger Dom, Paradies-Orgel  |      | Klaus Becker | 1985                                                                             | II/P    | 10       | |
| Reinbek                 | Nathan-Söderblom-Kirche          |      | Jürgen Ahrend | 1972                                                                             | II/P    | 19       | [ 14 ] |
| Reinfeld (Holstein)     | Matthias-Claudius-Kirche         |      | Orgelwerkstatt Wegscheider | 2004                                                                             | II/P    | 20       | unter Verwendung des alten Rückpositivgehäuses |
| Rellingen               | Rellinger Kirche                 |      | Johann Matthias Schreiber | 1755–1756                                                                        |         |          | Prospekt und 6 Register erhalten |
| Rendsburg               | Christkirche                     |      | Karl Schuke | 1714–1716, 1973                                                                  | IV/P    | 51       | Gehäuse und vier Register von Schnitger erhalten |
| Rensefeld               | St. Fabian und Sebastian         |      | Hinrich Otto Paschen | 1968                                                                             | II/P    | 19       | |
| Rieseby                 | St.-Petri-Kirche                 |      | Marcussen & Søn | 1880                                                                             | II/P    | 15       | 1959 neobarock umgestaltet, 1976, 1992 und 2014 überholt |
| Sankt Margarethen       | Ev.-luth. Kirche                 |      | Marcussen & Søn | 1859                                                                             | II/P    | 18       | |
| Schleswig               | St.-Petri-Dom                    |      | Marcussen & Søn, Karl Schuke | 1963, 2010                                                                       | IV/P    | 64       | Prospekt von 1701; 2010 Sanierung und Erweiterungsumbau |
| Schleswig-Gottorf       | Schloss Gottorf, Schlosskapelle  |      | Mads Kjersgaard | 1997–2004                                                                        | II/P    | 17       | Rekonstruktion hinter Prospekt von Johann von Groningen (1597) |
| Schönberg               | Ev.-luth. Kirche                 |      | Alfred Führer | 1994                                                                             | II/P    | 21       | hinter Prospekt von Johann Andreas Mittelhäuser? (1782) |
| Siek                    | Friedenskirche                   |      | Claus Sebastian | 2006                                                                             | II/P    | 26       | Mindestens zwei Vorgängerorgeln, davon die letzte 1958 von Emanuel Kemper |
| Sterley                 | St.-Johannis-Kirche              |      | Carl Johann Heinrich Röver | 1898                                                                             | II/P    | 18       | |
| Süderlügum              | Marien-Kirche                    |      | Marcussen & Søn | 2015                                                                             | II/P    | 21       | Historische Rokoko-Prospektteile aus dem 18. Jahrhundert |
| Tating                  | St.-Magnus-Kirche                |      | Hinrich Otto Paschen | 1969/1980                                                                        | II/P    | 22       | hinter historischem Gehäuse (Hauptwerk: 1590, Rückpositiv: 1650); 1980 drei Stimmen ergänzt |
| Tellingstedt            | St. Martin                       |      | Tobias Brunner, Rudolf von Beckerath | 1642, 1937/1970                                                                  | II/P    | 17       | älteste spielbare Orgel in Schleswig-Holstein; 1937 um Pedalwerk erweitert und 1970 restauriert |
| Tönning                 | St. Laurentius                   |      | Hinrich Otto Paschen | 1978                                                                             | III/P   | 41       | Gehäusemittelteil von Joachim Richborn (1681–1683) |
| Uetersen                | Klosterkirche                    |      | Johann Dietrich Busch, Rudolf von Beckerath | 1749, 1978                                                                       | II/P    | 31       | Neubau unter Verwendung älterer Register; Prospekt und diverses Pfeifenmaterial von Busch erhalten |
| Ulsnis                  | St. Wilhadi                      |      | Johann Daniel Busch | 1786                                                                             | II/P    | 19       | im 19. und 20. Jh. drei eingreifende Umbauten; heute II/P/19; 2002 Restaurierung durch Hinrich Otto Paschen |
| Welt (Eiderstedt)       | St. Michael                      |      | Wilhelm Sauer (Orgelbauer) | 1898                                                                             | II/P    | 14       | 2001/2007 Sanierung durch Scheffler |
| Wewelsfleth             | Trinitatiskirche                 |      | Marcussen & Søn | 1866                                                                             | II/P    | 13       | |
| Wesselburen             | St. Bartholomäus                 |      | Johann Hinrich Klapmeyer, Rowan West | 1736–1738, 2006–2011                                                             | II/P    | 31       | Prospekt und einige Register von Klapmeyer erhalten; 18 Register in einem ersten Bauabschnitt 2006 von West rekonstruiert, Rest erfolgte bis 2011 |
| Wöhrden                 | St. Nicolai                      |      | Antonius Wilde, Johann Andreas Mittelhäuser, Marcussen & Søn, Emanuel Kemper                                                                               | 1593–1595, 1788, 1858, 1958–1960                                                 | III/P   | 33       | 1788 und 1858 Umbauten, 1958–1960 Restaurierung und Erweiterung; 13 Register von Wilde erhalten |
| Wyk auf Föhr            | St. Nicolai                      |      | Johann Hinrich Klapmeyer, Rudolf von Beckerath | 1735                                                                             | II/P    | 25       | 1955–56 Umbau durch von Beckerath, bei dem das bisherige Manualwerk zum Rückpositiv wurde und ein neues Hauptwerk ergänzt wurde; einige Register erhalten |
| Zarpen                  | Dorfkirche Zarpen                |      | Marcussen & Søn | 1883                                                                             | II/P    | 17       | neugotischer Prospekt im Zuge einer Renovierung 1936–1940 durch einen barocken ersetzt, der ursprünglich vermutlich zu einer Orgel aus Heiligenhafen gehörte |